# Villa Borscht

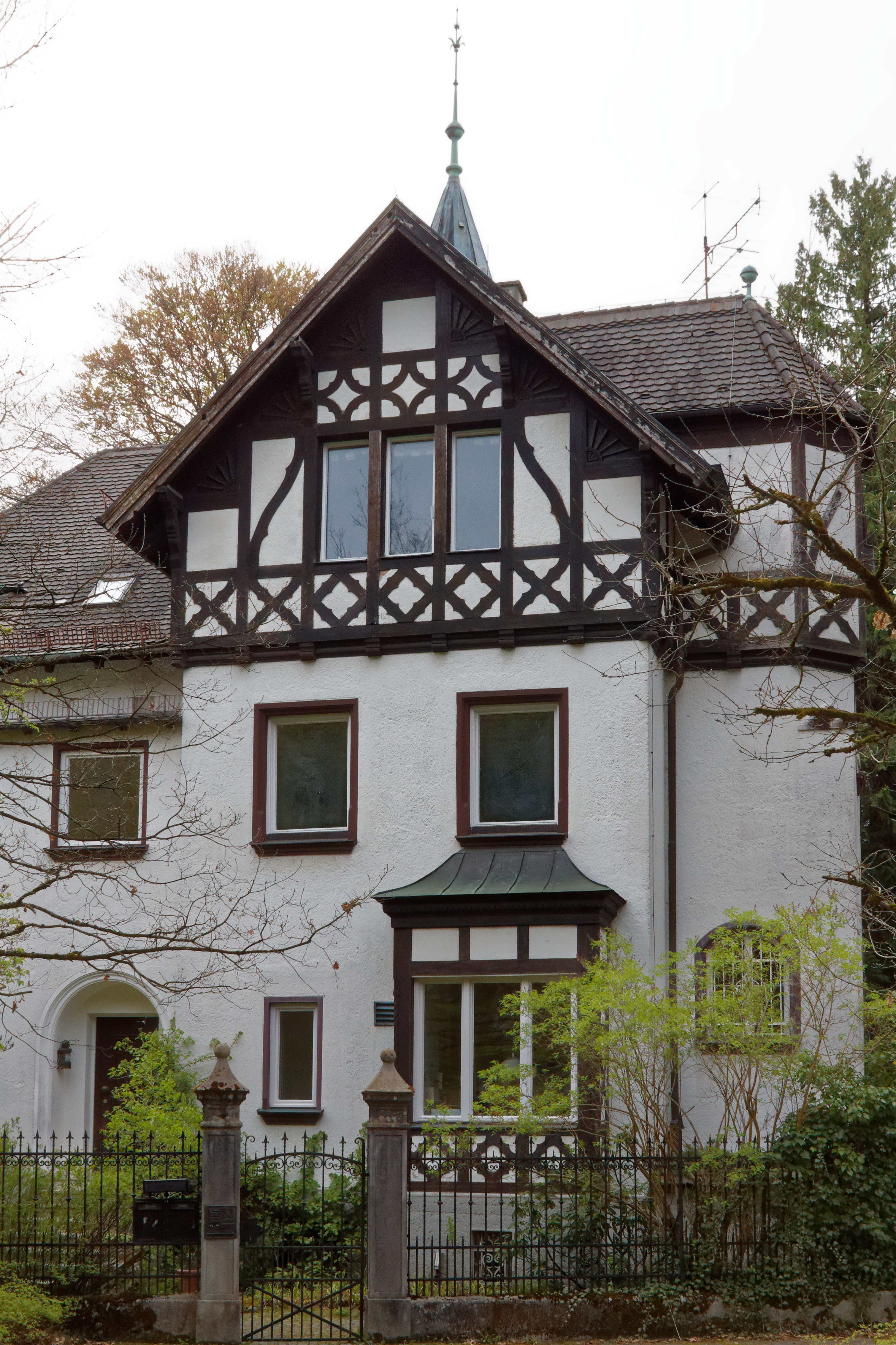
Villa Borscht

Die Villa Borscht ist ein Wohngebäude in München.  Das Gebäude ist als Baudenkmal in die Bayerische Denkmalliste eingetragen.

## Lage
Die Villa liegt in der Heilmannstraße 33 in der Villenkolonie Prinz-Ludwigs-Höhe im Münchener Stadtteil Thalkirchen. Das Grundstück ist eines der größeren Grundstücke der Villenkolonie und schließt die Hangkante der Isarterrasse bis zur Conwentzstraße mit ein.

## Geschichte
Wilhelm Ritter von Borscht, seit 1893 Erster Bürgermeister von München, erwarb 1897 ein Grundstück an der Heilmannstraße im damals noch selbständigen Thalkirchen. Da es für Jakob Heilmann sehr werbewirksam war, den Münchner Bürgermeister als Einwohner der von ihm gegründeten Villenkolonie zu haben, erhielt Borscht sehr günstige Konditionen.
1899 erbaute Max Littmann die Villa für Bürgermeister von Borscht. 1902 fügte Max Ostenrieder an der Südwestecke ein zusätzliches Treppenhaus an. Weil ein Bürgermeister gesetzlich verpflichtet ist, seinen Wohnsitz in der eigenen Gemeinde zu haben,  trieb von Borscht die Eingemeindung Thalkirchens nach München voran, die zum 1. Januar 1900 erfolgte. 
1903 kaufte er noch das angrenzende Hanggelände und einen Bereich am Fuß des Hangs hinzu. Der Ausbau der Gartenanlage erfolgte 1906. Ein dabei errichtetes Gartenhaus wurde ebenfalls von Ostenrieder entworfen. Ob er auch den Garten selber entworfen hat, bleibt unklar, auch wenn einige bereits in Skizzen von 1902 enthaltene Ideen ausgeführt wurden.
Nach dem Zweiten Weltkrieg wurde das Haus umgebaut. Dabei wurde auch an der Nordwestecke ein zweigeschossiger Anbau errichtet, der eine ursprünglich dort stehende Holzveranda ersetzte.

## Architektur

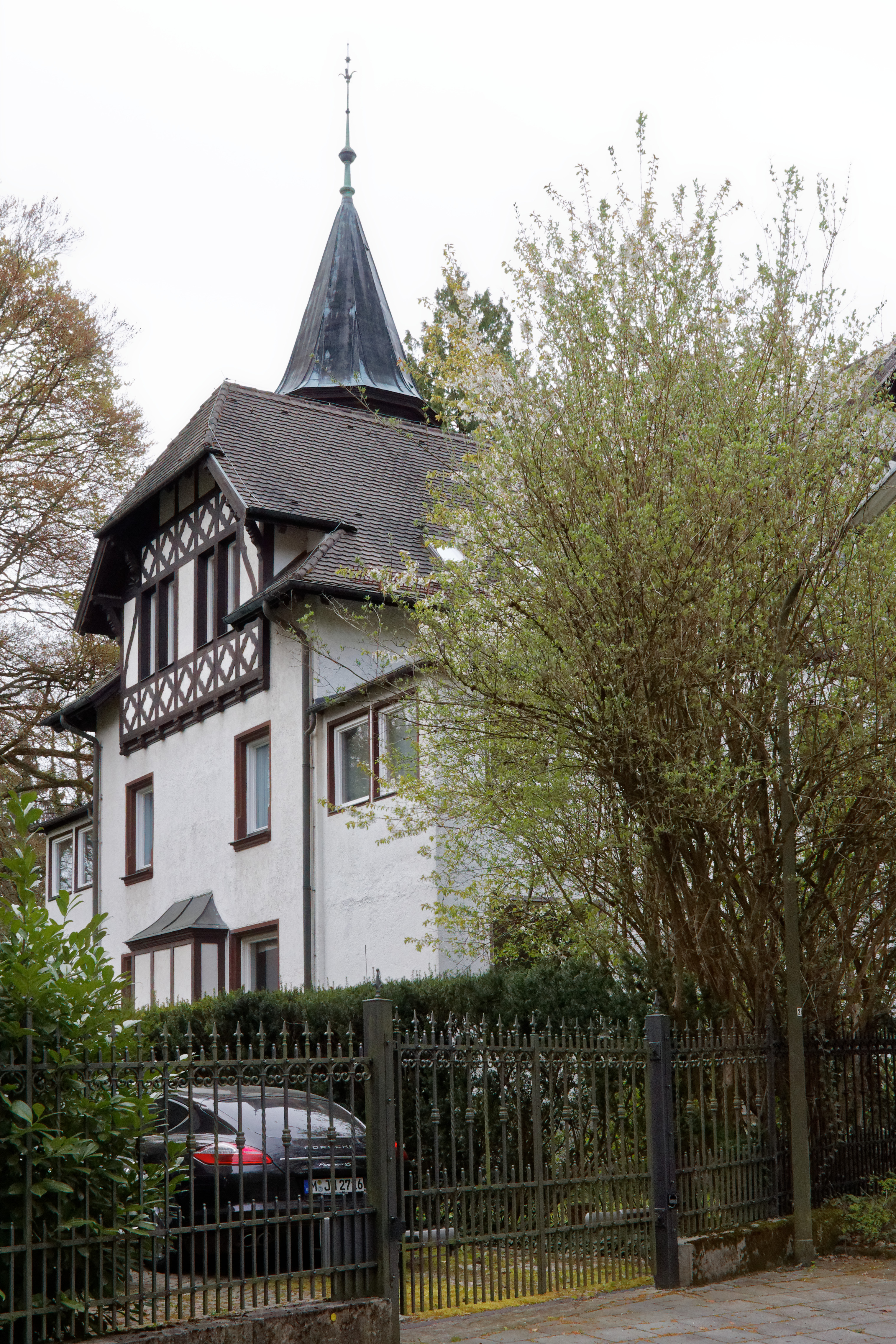
Ansicht von Nordwesten

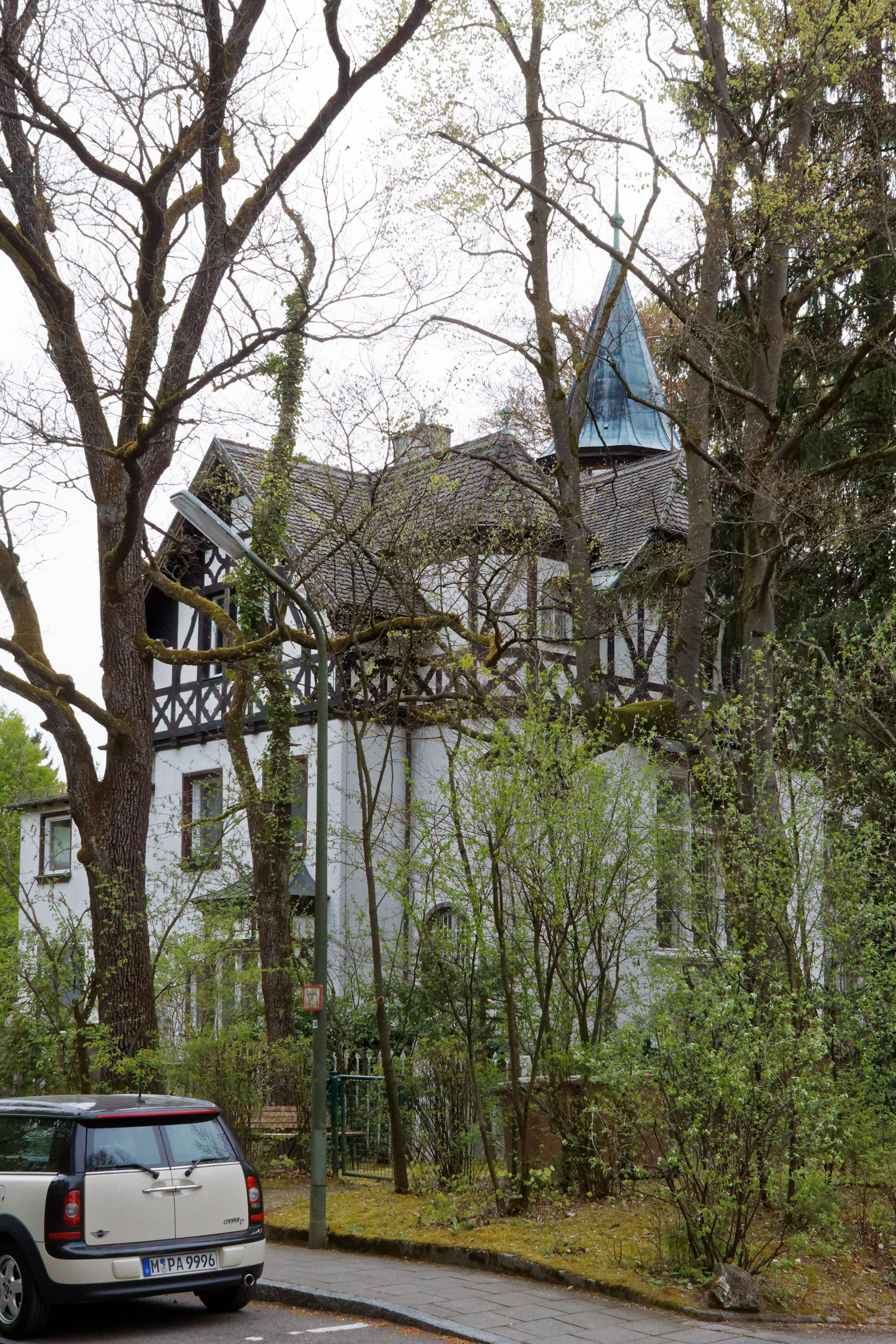
Ansicht von Südwesten

Das Haus hat eine Grundfläche von etwa 220 Quadratmeter. Der Hauptbau der zweigeschossigen Villa trägt ein traufständiges Schopfwalmdach. Auf seinem Südende springen nach Westen zur Straße und nach Osten zum  Garten hin  jeweils ein Risalit mit Satteldach und Dreiecksgiebel hervor. 
An der Ostseite erhebt sich in der Ecke zwischen Hauptbau und Risalit ein runder Treppenturm mit achteckigem Belvedere und einer Spitzhaube über das Walmdach. An der Südwestecke schließt sich ein Anbau mit dem zusätzlichen Treppenhaus an. Er ist dreigeschossig und hat einen halbrunden Abschluss.
Der Kniestock des Dachgeschosses und die Giebel sind mit Scheinfachwerk belegt.
Im Inneren befindet sich an der Südseite eine zweigeschossige Diele mit hohem Fenster. Die Räume der Villa in Erdgeschoss und Obergeschoss umgeben die Diele auf drei Seiten.

## Garten
Durch den Garten fließt der Wenzbach und speist dort einen kleinen Teich.
Der gesamte Gartenbereich ist vom Denkmalschutz mit umfasst.